# Дзісяк Ярослав Ігорович
Ярослав Ігорович Дзісяк (нар. 18 серпня 1979, м. Чортків, Україна) — український педагог, поет, прозаїк, публіцист, краєзнавець. Кандидат історичних наук. Член НСЖУ (2014), НТШ (2018). Є учасником літературного об’єднання при Тернопільській організації НСПУ, ЛТС «Об’єднані словом», ЛО «Сонячне гроно».

## Життєпис
Ярослав Дзісяк народився в Чорткові Тернопільської области України.
Закінчив Чортківську ЗОШ №7 (1996), Чортківський інститут підприємництва та бізнесу ТАНГ (2001), аспірантуру Тернопільського державного педагогічного університету (2004).
Працював викладачем Чортківського інституту підприємництва та бізнесу (2006—2015, згодом — ЧННІПБ) ТНЕУ, від 2015 — викладач Чортківського коледжу економіки та підприємництва ТНЕУ.
У 2006 році захистив дисертацію на ступінь кандидата історичних наук.
Захоплення: військова і політична історія, культурологія, нумізматика і боністика, подорожі.

### Громадсько-політична діяльність
Депутат Чортківської районної ради 2-х скликань.
2000—2004 — перебував в партії «Конгрес українських націоналістів».
2005 — Народний союз «Наша Україна».
Від 2012 — ВО «Свобода».

## Доробок
Автор ряду наукових та публіцистичних статей на історичну і громадсько-політичну тематику.
Організатор літературних творчих зустрічей у Чорткові. Окрім монографії, декількох науково-популярних видань та ряду наукових і публіцистичних статей, є автором кількох поетичних збірок. 
Твори друкував у місцевій та обласній пресі, виданнях: «Подільська толока», «Освітянська скриня», «Тернопіль», «Золота Пектораль», «Поетична топоніміка», «Літіум», «Ліра», «Добра казка», «Подяка Богу», «Відлуння Майдану», «Поетична топоніміка», «Барви».
Автор поетичних збірок:
- Поетичний мандрівець. Рейс: осінь — літо — зима (2011),
- Сонце, що росте (2011),
- Серед гомону вітру між трав (2012),
- Запрошу музу я на каву (2013),
- У хвилях Еросу (2014),
- Фортеці катренів (2015),
- І сталося це у році ..16-му: події і люди (2016)[4],
- Ступаю у казку вітати проміння (2019)[5],
- Ера світла (2020)[6],
- Історія Чорткова і краю від середньовіччя до 1920 р.: хронологічний довідник (2020)[7].

## Відзнаки
- грамоти та подяки від творчих та громадських об'єднань[1].